# Cotorra pintada
La cotorra pintada  (Pyrrhura picta) és una espècie d'ocell de la família dels psitàcids.

## Hàbitat i distribució
Habita la selva humida des de l'oest de Panamà, nord de Colòmbia, Veneçuela i Guaiana, cap al sud, a través de l'est de l'Equador, nord i oest del Brasil i sud-est del Perú fins al nord de Bolívia.

## Taxonomia
Alguns autors consideren que en realitat es tracta de 4 espècies diferents:
- Pyrrhura picta (sensu stricto) - cotorra pintada. De Veneçuela, les Guaianes i nord de Brasil.
- Pyrrhura caeruleiceps Todd, 1947 - cotorra de Perijá.[3] Del nord i nord-est de Colòmbia i nord-oest de Veneçuela.
- Pyrrhura eisenmanni Delgado, 1985 - cotorra d'Azuero.[4] De la Península d'Azuero, a Panamà central.
- Pyrrhura subandina Todd, 1917 - cotorra del Sinú.[5] De la vall del Riu Sinú, al nord-oest de Colòmbia.